# Gerd Fricke
Gerd Fricke (auch Gert Fricke, eigentlich Gustav Heinrich Julius Fricke; * 10. August 1890 in Halle an der Saale; † 15. Dezember 1968 in Schäftlarn) war ein deutscher Hörspielregisseur, Hörspielsprecher, Hörfunkmoderator und Schauspieler.

## Leben und Wirken
Der Sohn des Technikers Heinrich Fricke und seiner Frau Bertha, geb. Lundberg, absolvierte die Schauspielschule des Deutschen Theaters in Berlin unter Leitung von Max Reinhardt. Anschließend begann er zunächst eine Karriere als Theaterschauspieler. Das Deutsche Bühnenjahrbuch verzeichnet in seinen entsprechenden Jahrgängen folgende Stationen seiner Laufbahn:
- 1916–1917: Königliches Deutsches Landes-Theater und Neues Deutsches Theater, Prag
- 1918: Stadttheater Essen
- 1919: Königliches Hoftheater Dresden
- 1920–1921: Volksbühne Berlin (Theater am Bülowplatz)
- 1922: Schlosspark Theater, Berlin-Steglitz
- 1923: Stadttheater Stralsund
- 1924–1925: Neues Theater (Frankfurt am Main)
- 1928: Theater in der Klosterstraße und Volksbühne Berlin, Berlin
- 1929: Neues Theater am Zoo, Berlin

Bereits im Jahre 1924, als er in Frankfurt am Main auf der Bühne stand, kam er als Sprecher zum dortigen Südwestdeutschen Rundfunkdienst AG (SÜWRAG), dem Vorläufer des Hessischen Rundfunks. Als seine ersten Auftritte in einem Sendespiel, wie die Hörspiele damals noch genannt wurden, verzeichnet die ARD-Hörspieldatenbank Arthur Schnitzlers Abschiedssouper und Frage an das Schicksal aus dem Anatol-Zyklus mit Fricke in der Hauptrolle. Die Produktionen wurden am 16. September und 1. Oktober 1924 live ohne Aufzeichnung gesendet. Als erste Regiearbeit ist eine Adaption von Goethes Theaterstück Stella  vom 19. März 1925 beim Frankfurter Sender nachgewiesen.
Wenige Jahre später ging er zum Deutschlandsender nach Berlin, wo er zunächst ebenfalls als Sprecher und Regisseur, später dann auch als Oberspielleiter tätig war. Zu seinen großen Erfolgen in dieser Zeit zählen Josef Martin Bauers Das tote Herz, Hans Rothes Verwehte Spuren, Ludwig Tügels Treue, Günter Eichs Weizenkantate und Alfred Karraschs Winke, bunter Wimpel.
In seiner Funktion als Oberspielleiter nahm er Kontakt zu vielen Autoren auf, um sie für das Genre Hörspiel zu gewinnen. Dadurch hatte er maßgeblichen Anteil am Erfolg dieser Kunstform gehabt.
Daneben konzipierte er eine Reihe von legendär gewordenen Unterhaltungssendungen, die er auch selber moderierte, wie beispielsweise Guten Morgen lieber Hörer!, Olle Kamellen, Beliebte Kapellen und Sonntagsmorgen ohne Sorgen. Einen großen Erfolg hatte er mit seiner Weihnachtssendung  Heut soll keiner einsam sein, die er am Heiligen Abend ab 23:00 Uhr gemeinsam mit Barnabás von Géczy gestaltete.
Nach dem Zweiten Weltkrieg hatte er einen schweren Start, da seine Karriere zunächst nicht richtig in Gang kommen wollte. Erste Sendungen machte er beim Bayerischen Rundfunk und gelegentlich beim HR in Frankfurt. Dann wechselte er zum Süddeutschen Rundfunk in Stuttgart. Dort entwickelte er Sendungen wie Die Fahrt ins Blaue und Meine Freunde – Deine Freunde.
Eine kleine Sensation war Anfang der 1950er Jahre die Sendereihe Vom Hundertsten ins Tausendste. Er verließ dafür die Funkhausstudios und besuchte die Menschen in ihren Heimen, die er erzählen ließ, so wie sie sich einen Abend zusammenfanden. Zu den Prominenten zählten unter anderen der Schriftsteller Walther von Hollander, der Bühnenkünstler Waldemar Staegemann und der langjährige Oberbürgermeister von Ulm Emil Schwamberger.
Für den Nordwestdeutschen Rundfunk Hamburg entwickelte er 1952 die Hörspielreihe Das Gericht zieht sich zur Beratung zurück. Geschildert wurden Kriminalfälle aus dem täglichen Leben. Am Schluss jeder Folge fand eine Diskussionsrunde mit einigen Hörern statt, in der das Für und Wider des Urteils erörtert wurde.  Die Reihe umfasste 79 Folgen, bei denen Gerd Fricke jeweils die Regie führte. Die letzte Folge wurde am 14. Mai 1956 urgesendet.
In der Folgezeit sind bis 1961 noch mehrere Hörspielproduktionen u. a. beim Südwestfunk und beim SR nachgewiesen, bei denen er als Sprecher tätig war.
In den 1920er Jahren trat er auch in einigen Stummfilmen und ab Mitte der 1950er Jahre in verschiedenen Fernsehfilmen auf.
Von 1921 bis zur Scheidung 1929 war Fricke mit der Schauspielerin Erna Reigbert verheiratet. 1934 heiratete er die Sekretärin Irene Kürschner; diese Ehe wurde 1948 geschieden. Gerd Fricke lebte zuletzt im Evangelischen Altenpflegeheim Schäftlarn, wo er 1968 starb.

## Filmografie (Auswahl)
- 1921: Verlogene Moral – Regie: Hanns Kobe
- 1921: Die Geierwally – Regie: Ewald André Dupont
- 1922: Die Dame und der Landstreicher – Regie: Alfred Halm
- 1922: Zwei Welten – Regie: Richard Löwenbein
- 1926: Derby – Regie: Max Reichmann
- 1927: Violantha – Regie: Carl Froelich
- 1953: Im Banne der Guarneri – Regie: Fritz Schröder-Jahn (Fernsehfilm)
- 1956: Schatten in der 3. Avenue – Regie: Peter Beauvais (Fernsehfilm)
- 1957: Ihr 106. Geburtstag – Regie: Hannes Tannert (Fernsehfilm)
- 1960: Die Irre von Chaillot – Regie: Harry Buckwitz (Fernsehfilm)
- 1963: Den Tod in der Hand – Regie: Fritz Umgelter (Fernsehfilm)

## Theater

### Schauspieler
- 1920: Friedrich Schiller: Kabale und Liebe (Ferdinand) – Regie: Johannes Klaudius (Volksbühne Theater am Bülowplatz Berlin)
- 1920: Hans José Rehfisch: Das Paradies – Regie: Heinz Goldberg (Neues Volkstheater Berlin)
- 1920: August Strindberg: Ostern (Benjamin) – Regie: Hans Brahm (Neues Volkstheater Berlin)
- 1921: William Shakespeare: Komödie der Irrungen (Antipholus von Ephesus) – Regie: Jürgen Fehling (Volksbühne Theater am Bülowplatz Berlin)
- 1921: George Bernard Shaw: Kapitän Brassbounds Bekehrung – Regie: Jürgen Fehling (Volksbühne Theater am Bülowplatz Berlin)
- 1922: Franz Grillparzer: Des Meeres und der Liebe Wellen (Leander) – Regie: Robert Forsch (Schlosspark Theater Berlin)
- 1922: Dietzenschmidt: Die Nächte des Bruder Vitalis (Bruder Vitalis) – Regie: Arthur Hellmer (Neues Theater in Frankfurt am Main)
- 1923: Gerhart Hauptmann: Der arme Heinrich – Regie: Paul Kolkwitz (Hohentwiel-Festspiele)
- 1923: Joachim von der Goltz: Vater und Sohn – Regie: ? (Neues Theater Berlin)
- 1925: Friedrich Raff: Die Expedition ins Innere – Regie: Jo Lherman (Theater in der Klosterstraße Berlin)
- 1926: Albert Kehm, Martin Frehsee: Als ich noch im Flügelkleide – Regie: Robert Pirk (Theater in der Klosterstraße Berlin)
- 1926: Hermann Sudermann: Die Schmetterlingsschlacht – Regie: ? (Theater in der Klosterstraße Berlin)
- 1926: Marcel Achard: Marlboro zieht in den Krieg (Leutnant Drei) – Regie: Erwin Kalser (Volksbühne Theater am Bülowplatz Berlin)
- 1926: Ernst Bacmeister: Andreas und die Königin (Andreas) – Regie: Heinz Ludwig (Lessingtheater Berlin)
- 1926: Joseph von Eichendorff: Der Freier (Junger Graf) – Regie: Otto Zoff (Volksbühne Theater am Bülow Platz Berlin im Theater am Schiffbauerdamm)
- 1927: Carl Laufs: Ein toller Einfall – Regie: Paul Marr (Theater in der Kommandantenstraße Berlin)
- 1928: Hermann Ungar: Der rote General – Regie: Erich Engel (Theater in der Königgrätzer Straße Berlin)
- 1929: Hans José Rehfisch: Der Frauenarzt – Regie: Heinz Goldberg (Theater in der Klosterstraße Berlin)
- 1944: Hans von Wentzel, Johanna von Wentzel: 360 Frauen – Regie: Hermann Albert Schroeder (Volksbühne Theater in der Saarlandstraße)

### Regisseur
- 1938: Eberhard Foerster: Die Frau nach Maß (Volksbühne Theater in der Saarlandstraße)

## Hörspiele (Auswahl)

### Als Regisseur
- 1924: Johann Wolfgang von Goethe: Stella (2 Ausstrahlungen; auch Sprecher)
- 1925: Alexander Puschkin: Der steinerne Gast
- 1925: Lukian von Samosata: Ikaromenippus oder Die Luftreise
- 1925: Lukian von Samosata: Der Hahn oder Der Traum des Schusters
- 1925: Lukian von Samosata: Die Fahrt über den Styx oder Der Tyrann
- 1925: Johann Wolfgang von Goethe: Egmont (auch Sprecher)
- 1925: Nikolai Gogol: Der Revisor (auch Sprecher)
- 1925: Rudolf Presber, Georges Courteline: Fiat Justitia! Oder die verrutschte Augenbinde
- 1925: Johann Wolfgang von Goethe: Die Mitschuldigen
- 1925: Bjørnstjerne Bjørnson: Die Neuvermählten
- 1925: Pius Alexander Wolff: Preciosa
- 1925: Friedrich Lienhard: Der Fremde (auch Sprecher der Titelrolle)
- 1925: Heinrich von Kleist: Prinz Friedrich von Homburg
- 1925: William Shakespeare: Der Sturm
- 1936: Günter Eich: Weizenkantate
- 1936: Hans Rothe: Verwehte Spuren
- 1937: Günter Eich: Radium
- 1952: Hans Rothe: Verwehte Spuren

#### Das Gericht zieht sich zur Beratung zurück (79-teilige Sendereihe)
- 1952: Ernst Buchholz: Mord oder Selbstmord
- 1952: Ernst Buchholz: Tumult beim Fußball
- 1952: Ernst Buchholz: Der 13. März
- 1952: Ernst Buchholz: Eulenspiegel vor Gericht
- 1952: Ernst Buchholz: Am Wege
- 1952: Ernst Buchholz: Das geheimnisvolle Wertpaket
- 1952: Ernst Buchholz: Die Rose am falschen Ort
- 1952: Gerhart Herrmann Mostar: Vater und Sohn
- 1952: Gerhart Herrmann Mostar: § 170 c
- 1952: Gerhart Herrmann Mostar: Moral im Dienst
- 1952: Gerhart Herrmann Mostar: Kann Wahrheit beleidigen
- 1952: Gerhart Herrmann Mostar: Der Ankläger wird zum Verteidiger
- 1952: Margarethe Herold: Alfred auf Trümmern
- 1952: Margarethe Herold: Der Orgeldieb
- 1952: Gerhart Herrmann Mostar: Der weiße Magier
- 1953: Gerhart Herrmann Mostar: Angst vor dem Vater
- 1953: Gerhart Herrmann Mostar: Einsamer alter Mann
- 1953: Margarethe Herold: Das Geheimnis der dunklen Limousine
- 1953: Margarethe Herold: Der Kuß in der Gartenlaube
- 1953: Margarethe Herold: Der schöne Erasmus
- 1953: Wilfried Schlie: Operationsschwester Gerda
- 1953: Gerhart Herrmann Mostar: Zehn Sekunden Jähzorn
- 1953: Erich Brautlacht: Das Abschiedsmahl
- 1953: Margarethe Herold: Das Gewehr auf dem Schrank
- 1953: Gerhart Herrmann Mostar: Der Verkehrsunfall
- 1953: Georg Krönich: Das Geständnis
- 1953: Margarethe Herold: Die Angst des Walter Reimers
- 1953: Margarethe Herold: Die erschlichene Wohnung
- 1953: Gerhart Herrmann Mostar: Franzl macht Dummheiten
- 1953: Margarethe Herold: Der feine Kavalier
- 1953: Gerhart Herrmann Mostar: Kindesentführung
- 1953: Margarethe Herold: Der verschwundene Ring
- 1953: Gerhart Herrmann Mostar: Ferndiagnose
- 1953: Gerhart Herrmann Mostar: Leichter Junge – schwerer Diebstahl
- 1954: Gerhart Herrmann Mostar: Der große Bruder
- 1954: Ernst Buchholz: Die feindlichen Nachbarn
- 1954: Gerhart Herrmann Mostar: Der Schlaftrunk
- 1954: Margarethe Herold: Der Mann ohne Zeugnis
- 1954: Franz Josef Pootmann: Mord an einer Toten
- 1954: Margarethe Herold: Die Tonne mit den Fröschen
- 1954: Erich Brautlacht: Männertreu postlagernd
- 1954: Gerhart Herrmann Mostar: Strafsache Rudolf Winkler
- 1954: Alexander Sternberg: ... fällt unter Bigamie
- 1954: Alexander Sternberg: Ein klarer Fall
- 1954: Ernst Buchholz: Das Recht am eigenen Bild
- 1954: Alexander Sternberg: 1,9 pro mille
- 1954: Erich Brautlacht: Die verhängnisvollen Strahlen
- 1954: Alexander Sternberg: Im Affekt
- 1954: Gerhart Herrmann Mostar: Der Ehrenmann und die Diebin
- 1954: Alexander Sternberg: Vorbestraft
- 1954: Erich Brautlacht: Kuppelei
- 1954: Alexander Sternberg: Der Fahrradkauf
- 1954: Alexander Sternberg: Nächtlicher Besuch
- 1954: Willy Kleemann: Ein falscher Zwanziger
- 1954: Gerhart Herrmann Mostar: Mein Sohn taugt nichts
- 1955: Willy Kleemann: Nur vier Kilometer bis zum Dorf
- 1955: Alexander Sternberg: Gesetz und Gerechtigkeit
- 1955: Alexander Sternberg: Tragödie des Vertrauens (Geständig)
- 1955: Alexander Sternberg: Bewußtseinsstörung?
- 1955: Willy Kleemann: Recht oder Rache
- 1955: Willy Kleemann: Verdacht genügt
- 1955: Alexander Sternberg: Ohne Zeugen
- 1955: Willy Kleemann: Die Strafe vor der Tat
- 1955: Alexander Sternberg: Die indiskrete Wirtin
- 1955: Alexander Sternberg: Brandserie im Kreis Rechlitz
- 1955: Erich Brautlacht: Die vertauschte Blutprobe
- 1955: Willy Kleemann: Ein Arzt zwischen Gesetz und Gewissen
- 1955: Willy Kleemann: Bestechung
- 1955: Alexander Sternberg: Böse Zungen
- 1955: Alexander Sternberg: Linie 77
- 1955: Willy Kleemann: Die tödliche Spritze
- 1955: Alexander Sternberg: Der Automatenschreck
- 1955: Willy Kleemann: Jutta und Michael
- 1955: Henning Sengstack: Das eingehandelte Kind
- 1955: Alexander Sternberg: Das Bild auf dem Schreibtisch
- 1955: Willy Kleemann: Wer bekommt Katharina
- 1956: Alexander Sternberg: Die Lokomotive in der Tasche
- 1956: Gerhard Schnitter: Überfall in der Julianstraße
- 1956: Henning Sengstack: Lehren will gelernt sein

### Als Sprecher
- 1924: Lancelot und Sandarein – Regie: Nicht bekannt
- 1924: Abschiedssouper – Regie: Nicht bekannt (2 Liveausstrahlungen)
- 1924: Frage an das Schicksal – Regie: Nicht bekannt
- 1924: Heiratsantrag – Regie: Nicht bekannt
- 1924: Ein Hochzeitsabend – Regie: Nicht bekannt
- 1924: Leonce und Lena – Regie: Nicht bekannt
- 1924: Eine florentinische Tragödie – Regie: Nicht bekannt
- 1924: Das Spiel von Bethlehem – Regie: Nicht bekannt
- 1925: Varieté – Regie: Nicht bekannt
- 1925: Der Wettlauf mit dem Schatten – Regie: Nicht bekannt
- 1925: Stella (auch Regie)
- 1925: Der Tausch – Regie: Nicht bekannt
- 1925: Die Tageszeiten der Liebe – Regie: Nicht bekannt
- 1925: Clavigo – Regie: Nicht bekannt
- 1925: Egmont (auch Regie)
- 1925: Turandot, Prinzessin von China, ein tragikomisches Märchen – Regie: Nicht bekannt
- 1925: Der Revisor (auch Regie)
- 1925: Der fliegende Arzt – Regie: Nicht bekannt
- 1925: Der zerbrochene Krug – Regie: Nicht bekannt
- 1925: Die Hochzeitsreise – Regie: Nicht bekannt
- 1925: Waldfrieden – Regie: Nicht bekannt
- 1925: Der Strom – Regie: Nicht bekannt
- 1925: Fritzchen – Regie: Nicht bekannt
- 1925: Der Fremde (auch Regie)
- 1950: Das Gerücht – Regie: Karlheinz Schilling
- 1951: Die Bibliothek des Professor Knesebeck – Regie: Oskar Nitschke
- 1951: Fis mit Obertönen – Regie: Cläre Schimmel
- 1951: Die Quangels – Regie: Oskar Nitschke –  CD-Edition: Osterwold 2015 (Oktober)
- 1952: Die Flucht – Regie: Peter Ebert
- 1952: Der goldene Topf – Regie: Robert Vogel
- 1952: Das Gericht zieht sich zur Beratung zurück (Folge: Der Ankläger wird zum Verteidiger) (auch Regie)
- 1953: John Walker schreibt seiner Mutter – Regie: Fritz Schröder-Jahn
- 1953: Gefundenes Geld – Regie: Günter Siebert
- 1955: Fassaden – Regie: Otto Kurth
- 1956: Am grünen Strand der Spree: 3. Teil: Die Chronik des Hauses Bibiena – Regie: Gert Westphal
- 1956: Atomgeheimnisverräter Bruno Pontecorvo – Regie: Karl Ebert
- 1957: Bilanz einer Nacht – Regie: Otto Kurth
- 1957: Die Kreuzung bei Dresden – Regie: Robert Vogel
- 1958: Berlin – Alexanderplatz – Regie: Fränze Roloff
- 1958: Hudsonbai – Regie: Mathias Neumann
- 1958: Der Herr vom anderen Stern – Regie: N. N.
- 1959: Praterveilchen – Regie: Wilm ten Haaf
- 1959: Kriminalrat Obermoos erzählt (Eine Denkaufgabe zum Mitraten) (4. bis 6. Teil) – Autor und Regie: Heinz-Otto Müller
- 1959: Hexenschüsse – Autor und Regie: Werner Illing
- 1960: Die Stimme – Regie: Mathias Neumann
- 1960: Die alten Damen – Regie: Peter Podehl
- 1961: Kean oder Genie und Leidenschaft – Regie: Heinz-Günter Stamm
- 1961: Lächeln Sie, meine Freunde – Regie: Heinz-Günter Stamm
- 1989: Mandala (Hörspielserie): Folge 10 – Das ägyptische Rätsel – Regie: Klaus Prangenberg laut Booklet